# Stén Knuth
Stén Knuth (nascido em 15 de dezembro de 1964 em Slagelse) é um político dinamarquês membro do Folketing pelo partido político Venstre. Ele foi eleito para o parlamento nas eleições legislativas dinamarquesas de 2019.
Knuth está no conselho municipal do município de Slagelse desde 2006 e foi prefeito de 2014 a 2017. Ele foi eleito para o parlamento nas eleições de 2019.